# Juliana Lopes
Juliana Lopes Leite (Brasília, 9 de julho de 1980) é uma atriz, advogada, modelo e promoter brasileira. Ficou conhecida pela sua participação na quarta edição do reality show Big Brother Brasil em 2004, ficando em terceiro lugar e com destaque pelo bordão "ninguém merece", além da relação no confinamento com o lutador Marcelo Dourado. Posteriormente, fez aparições em programas como A Turma do Didi e na telenovela Vidas Opostas.

## Carreira
Nascida em Brasília, Juliana estudou teatro desde a infância, e registrou-se como atriz em 2000. Iniciou sua carreira artística nos Estados Unidos, atuando em alguns filmes, além da participação de um episódio da série norte-americana CSI Miami. Durante este período, realizou inúmeras viagens aos continentes da África, Europa e Ásia, além de ter residido em Miami.
Em 2004, retornou ao Brasil para participar do reality show Big Brother Brasil 4, exibido pela Rede Globo, no qual foi a terceira colocada; destaque para o bordão "ninguém merece" ocorrido no confinamento, além do romance com o lutador Marcelo Dourado, oitavo eliminado da quarta edição e que, seis anos depois, tornaria vencedor do Big Brother Brasil 10.
Posteriormente, esteve presente em programas de televisão como A Turma do Didi, e fez um ensaio sensual para a VIP e outro nu para  a revista Sexy em julho de 2004. Três anos mais tarde, Juliana Lopes retornaria a televisão interpretando a personagem Cláudia em Vidas Opostas, da Rede Record.
O término da telenovela, por sua vez, coincidiu-se com o mesmo período em que concluiu o curso de Direito, no qual Lopes realizou a prova da Ordem dos Advogados do Brasil (OAB). Na Flórida, nos Estados Unidos, pós-graduou e, em 2013, residiu em Miami, no qual é dona de uma imobiliária direcionada a clientes brasileiros.

## Filmografia
- 2003 - CSI Miami
- 2004 - Big Brother Brasil 4
- 2004 - A Turma do Didi
- 2007 - Vidas Opostas - Cláudia